# Calificările pentru Campionatul Mondial de Fotbal 2010 (CONMEBOL)
Calificările america de nord și centrala pentru Campionatul Mondial de fotbal 2010 au început la data de 13 octombrie 2007 și s-au finalizat la data de 14 octombrie 2009.

## Clasament
| Team      | Pld | W  | D | L  | GF | GA | GD  | Pts |
| --------- | --- | -- | - | -- | -- | -- | --- | --- |
| Brazilia  | 18  | 9  | 7 | 2  | 33 | 11 | +22 | 34  |
| Chile     | 18  | 10 | 3 | 5  | 32 | 22 | +10 | 33  |
| Paraguay  | 18  | 10 | 3 | 5  | 24 | 16 | +8  | 33  |
| Argentina | 18  | 8  | 4 | 6  | 23 | 20 | +3  | 28  |
| Uruguay   | 18  | 6  | 6 | 6  | 28 | 20 | +8  | 24  |
| Ecuador   | 18  | 6  | 5 | 7  | 22 | 26 | −4  | 23  |
| Columbia  | 18  | 6  | 5 | 7  | 14 | 18 | −4  | 23  |
| Venezuela | 18  | 6  | 4 | 8  | 23 | 29 | −6  | 22  |
| Bolivia   | 18  | 4  | 3 | 11 | 22 | 36 | −14 | 15  |
| Peru      | 18  | 3  | 4 | 11 | 11 | 34 | −23 | 13  |

|           | Argentina | Bolivia | Brazilia | Chile | Columbia | Ecuador | Paraguay | Peru | Uruguay | Venezuela |
| --------- | --------- | ------- | -------- | ----- | -------- | ------- | -------- | ---- | ------- | --------- |
| Argentina | –         | 3–0     | 1–3      | 2–0   | 1–0      | 1–1     | 1–1      | 2–1  | 2–1     | 4–0       |
| Bolivia   | 6–1       | –       | 2–1      | 0–2   | 0–0      | 1–3     | 4–2      | 3–0  | 2–2     | 0–1       |
| Brazilia  | 0–0       | 0–0     | –        | 4–2   | 0–0      | 5–0     | 2–1      | 3–0  | 2–1     | 0–0       |
| Chile     | 1–0       | 4–0     | 0–3      | –     | 4–0      | 1–0     | 0–3      | 2–0  | 0–0     | 2–2       |
| Columbia  | 2–1       | 2–0     | 0–0      | 2–4   | –        | 2–0     | 0–1      | 1–0  | 0–1     | 1–0       |
| Ecuador   | 2–0       | 3–1     | 1–1      | 1–0   | 0–0      | –       | 1–1      | 5–1  | 1–2     | 0–1       |
| Paraguay  | 1–0       | 1–0     | 2–0      | 0–2   | 0–2      | 5–1     | –        | 1–0  | 1–0     | 2–0       |
| Peru      | 1–1       | 1–0     | 1–1      | 1–3   | 1–1      | 1–2     | 0–0      | –    | 1–0     | 1–0       |
| Uruguay   | 0–1       | 5–0     | 0–4      | 2–2   | 3–1      | 0–0     | 2–0      | 6–0  | –       | 1–1       |
| Venezuela | 0–2       | 5–3     | 0–4      | 2–3   | 2–0      | 3–1     | 1–2      | 3–1  | 2–2     | –         |

| Team      | Pld | W  | D | L  | GF | GA | GD  | Pts |
| --------- | --- | -- | - | -- | -- | -- | --- | --- |
| Brazilia  | 18  | 9  | 7 | 2  | 33 | 11 | +22 | 34  |
| Chile     | 18  | 10 | 3 | 5  | 32 | 22 | +10 | 33  |
| Paraguay  | 18  | 10 | 3 | 5  | 24 | 16 | +8  | 33  |
| Argentina | 18  | 8  | 4 | 6  | 23 | 20 | +3  | 28  |
| Uruguay   | 18  | 6  | 6 | 6  | 28 | 20 | +8  | 24  |
| Ecuador   | 18  | 6  | 5 | 7  | 22 | 26 | −4  | 23  |
| Columbia  | 18  | 6  | 5 | 7  | 14 | 18 | −4  | 23  |
| Venezuela | 18  | 6  | 4 | 8  | 23 | 29 | −6  | 22  |
| Bolivia   | 18  | 4  | 3 | 11 | 22 | 36 | −14 | 15  |
| Peru      | 18  | 3  | 4 | 11 | 11 | 34 | −23 | 13  |

|           | Argentina | Bolivia | Brazilia | Chile | Columbia | Ecuador | Paraguay | Peru | Uruguay | Venezuela |
| --------- | --------- | ------- | -------- | ----- | -------- | ------- | -------- | ---- | ------- | --------- |
| Argentina | –         | 3–0     | 1–3      | 2–0   | 1–0      | 1–1     | 1–1      | 2–1  | 2–1     | 4–0       |
| Bolivia   | 6–1       | –       | 2–1      | 0–2   | 0–0      | 1–3     | 4–2      | 3–0  | 2–2     | 0–1       |
| Brazilia  | 0–0       | 0–0     | –        | 4–2   | 0–0      | 5–0     | 2–1      | 3–0  | 2–1     | 0–0       |
| Chile     | 1–0       | 4–0     | 0–3      | –     | 4–0      | 1–0     | 0–3      | 2–0  | 0–0     | 2–2       |
| Columbia  | 2–1       | 2–0     | 0–0      | 2–4   | –        | 2–0     | 0–1      | 1–0  | 0–1     | 1–0       |
| Ecuador   | 2–0       | 3–1     | 1–1      | 1–0   | 0–0      | –       | 1–1      | 5–1  | 1–2     | 0–1       |
| Paraguay  | 1–0       | 1–0     | 2–0      | 0–2   | 0–2      | 5–1     | –        | 1–0  | 1–0     | 2–0       |
| Peru      | 1–1       | 1–0     | 1–1      | 1–3   | 1–1      | 1–2     | 0–0      | –    | 1–0     | 1–0       |
| Uruguay   | 0–1       | 5–0     | 0–4      | 2–2   | 3–1      | 0–0     | 2–0      | 6–0  | –       | 1–1       |
| Venezuela | 0–2       | 5–3     | 0–4      | 2–3   | 2–0      | 3–1     | 1–2      | 3–1  | 2–2     | –         |

La data de 24 noiembrie 2008, FIFA a suspendat Federația Peruană de Fotbal din toate competițiile internaționale din cauza intervențiilor statului. Suspendarea a luat sfârșit la 20 decembrie 2008.

## Rezultate
Meciurle etapă cu etapă sunt la fel ca cele pentru calificările din 2006.

### Etapa 1
| Uruguay                                              | 5 – 0   | Bolivia |
| ---------------------------------------------------- | ------- | ------- |
| Suárez 4' Forlán 38' Abreu 48' Sánchez 67' Bueno 83' | Cronica |         |

| Argentina         | 2 – 0   | Chile |
| ----------------- | ------- | ----- |
| Riquelme 27', 45' | Cronica |       |

| Ecuador | 0 – 1   | Venezuela |
| ------- | ------- | --------- |
|         | Cronica | Rey 68'   |

| Peru | 0 – 0   | Paraguay |
| ---- | ------- | -------- |
|      | Cronica |          |

| Columbia | 0 – 0   | Brazilia |
| -------- | ------- | -------- |
|          | Cronica |          |

### Etapa 2
| Venezuela | 0 – 2   | Argentina            |
| --------- | ------- | -------------------- |
|           | Cronica | Milito 16' Messi 43' |

| Bolivia | 0 – 0   | Columbia |
| ------- | ------- | -------- |
|         | Cronica |          |

| Chile                   | 2 – 0   | Peru |
| ----------------------- | ------- | ---- |
| Suazo 11' Fernández 51' | Cronica |      |

| Paraguay   | 1 – 0   | Uruguay |
| ---------- | ------- | ------- |
| Valdez 14' | Cronica |         |

| Brazilia                                               | 5 – 0   | Ecuador |
| ------------------------------------------------------ | ------- | ------- |
| Vágner Love 19' Ronaldinho 71' Kaká 77', 85' Elano 83' | Cronica |         |

### Etapa 3
| Argentina                    | 3 – 0   | Bolivia |
| ---------------------------- | ------- | ------- |
| Agüero 40' Riquelme 56', 74' | Cronica |         |

| Columbia   | 1 – 0   | Venezuela |
| ---------- | ------- | --------- |
| Bustos 82' | Cronica |           |

| Paraguay                                            | 5 – 1   | Ecuador      |
| --------------------------------------------------- | ------- | ------------ |
| Valdez 8' Riveros 26', 87' Santa Cruz 50' Ayala 82' | Cronica | Kaviedes 79' |

| Uruguay              | 2 – 2   | Chile                 |
| -------------------- | ------- | --------------------- |
| Suárez 42' Abreu 81' | Cronica | Salas 59', 70' (pen.) |

| Peru       | 1 – 1   | Brazilia |
| ---------- | ------- | -------- |
| Vargas 72' | Cronica | Kaká 41' |

### Etapa 4
| Venezuela                                          | 5 – 3   | Bolivia                     |
| -------------------------------------------------- | ------- | --------------------------- |
| Arismendi 20', 40' Guerra 81' Maldonado 89', 90+1' | Cronica | M. Moreno 19', 77' Arce 27' |

| Columbia                 | 2 – 1   | Argentina |
| ------------------------ | ------- | --------- |
| Bustos 62' D. Moreno 82' | Cronica | Messi 36' |

| Ecuador                                     | 5 – 1   | Peru        |
| ------------------------------------------- | ------- | ----------- |
| Ayoví 10', 48' Kaviedes 24' Méndez 44', 62' | Cronica | Mendoza 86' |

| Brazilia              | 2 – 1   | Uruguay  |
| --------------------- | ------- | -------- |
| Luís Fabiano 45', 64' | Cronica | Abreu 9' |

| Chile | 0 – 3   | Paraguay                        |
| ----- | ------- | ------------------------------- |
|       | Cronica | Cabañas 24' da Silva 45+1', 56' |

### Etapa 5
| Uruguay    | 1 – 1   | Venezuela  |
| ---------- | ------- | ---------- |
| Lugano 12' | Cronica | Vargas 56' |

| Peru       | 1 – 1   | Columbia     |
| ---------- | ------- | ------------ |
| Mariño 40' | Cronica | Rodallega 8' |

| Paraguay                   | 2 – 0   | Brazilia |
| -------------------------- | ------- | -------- |
| Santa Cruz 26' Cabañas 49' | Cronica |          |

| Argentina     | 1 – 1   | Ecuador     |
| ------------- | ------- | ----------- |
| Palacio 90+3' | Cronica | Urrutia 68' |

| Bolivia | 0 – 2   | Chile          |
| ------- | ------- | -------------- |
|         | Cronica | Medel 29', 76' |

### Etapa 6
| Uruguay                                             | 6 – 0   | Peru |
| --------------------------------------------------- | ------- | ---- |
| Forlán 8', 38' (pen.), 57' Bueno 61', 69' Abreu 90' | Cronica |      |

| Bolivia                                     | 4 – 2   | Paraguay                  |
| ------------------------------------------- | ------- | ------------------------- |
| Botero 23', 70' R. García 25' M. Moreno 76' | Cronica | Santa Cruz 66' Valdez 82' |

| Ecuador | 0 – 0   | Columbia |
| ------- | ------- | -------- |
|         | Cronica |          |

| Brazilia | 0 – 0   | Argentina |
| -------- | ------- | --------- |
|          | Cronica |           |

| Venezuela                | 2 – 3   | Chile                            |
| ------------------------ | ------- | -------------------------------- |
| Maldonado 59' Arango 80' | Cronica | Suazo 65' (pen.), 90+2' Jara 72' |

### Etapa 7
| Argentina  | 1 – 1   | Paraguay          |
| ---------- | ------- | ----------------- |
| Agüero 60' | Cronica | Heinze 13' (o.g.) |

| Ecuador                                   | 3 – 1   | Bolivia    |
| ----------------------------------------- | ------- | ---------- |
| Caicedo 21' Méndez 51' (pen.) Benítez 72' | Cronica | Botero 40' |

| Columbia | 0 – 1   | Uruguay    |
| -------- | ------- | ---------- |
|          | Cronica | Eguren 15' |

| Peru     | 1 – 0   | Venezuela |
| -------- | ------- | --------- |
| Alva 39' | Cronica |           |

| Chile | 0 – 3   | Brazilia                          |
| ----- | ------- | --------------------------------- |
|       | Cronica | Luís Fabiano 21', 83' Robinho 45' |

### Etapa 8
| Paraguay               | 2 – 0   | Venezuela |
| ---------------------- | ------- | --------- |
| Riveros 28' Valdez 45' | Cronica |           |

| Uruguay | 0 – 0   | Ecuador |
| ------- | ------- | ------- |
|         | Cronica |         |

| Chile                                        | 4 – 0   | Columbia |
| -------------------------------------------- | ------- | -------- |
| Jara 26' Suazo 38' Fuentes 48' Fernández 71' | Cronica |          |

| Brazilia | 0 – 0   | Bolivia |
| -------- | ------- | ------- |
|          | Cronica |         |

| Peru       | 1 – 1   | Argentina     |
| ---------- | ------- | ------------- |
| Fano 90+3' | Cronica | Cambiasso 82' |

### Etapa 9
| Bolivia                      | 3 – 0   | Peru |
| ---------------------------- | ------- | ---- |
| Botero 4', 16' R. García 81' | Cronica |      |

| Argentina           | 2 – 1   | Uruguay    |
| ------------------- | ------- | ---------- |
| Messi 6' Agüero 13' | Cronica | Lugano 40' |

| Columbia | 0 – 1   | Paraguay   |
| -------- | ------- | ---------- |
|          | Cronica | Cabañas 9' |

| Venezuela | 0 – 4   | Brazilia                             |
| --------- | ------- | ------------------------------------ |
|           | Cronica | Kaká 6' Robinho 10', 67' Adriano 19' |

| Ecuador     | 1 – 0   | Chile |
| ----------- | ------- | ----- |
| Benítez 71' | Cronica |       |

### Etapa 10
| Bolivia            | 2 – 2   | Uruguay             |
| ------------------ | ------- | ------------------- |
| M. Moreno 15', 41' | Cronica | Bueno 64' Abreu 88' |

| Paraguay    | 1 – 0   | Peru |
| ----------- | ------- | ---- |
| Cardozo 81' | Cronica |      |

| Chile        | 1 – 0   | Argentina |
| ------------ | ------- | --------- |
| Orellana 35' | Cronica |           |

| Brazilia | 0 – 0   | Columbia |
| -------- | ------- | -------- |
|          | Cronica |          |

| Venezuela                           | 3 – 1   | Ecuador  |
| ----------------------------------- | ------- | -------- |
| Maldonado 48' Moreno 56' Arango 67' | Cronica | Mina 12' |

### Etapa 11
| Uruguay               | 2 – 0   | Paraguay |
| --------------------- | ------- | -------- |
| Forlán 28' Lugano 57' | Cronica |          |

| Argentina                                    | 4 – 0   | Venezuela |
| -------------------------------------------- | ------- | --------- |
| Messi 26' Tévez 47' Rodríguez 51' Agüero 73' | Cronica |           |

| Columbia                | 2 – 0   | Bolivia |
| ----------------------- | ------- | ------- |
| Torres 26' Rentería 88' | Cronica |         |

| Ecuador   | 1 – 1   | Brazilia     |
| --------- | ------- | ------------ |
| Noboa 89' | Cronica | Baptista 72' |

| Peru     | 1 – 3   | Chile                                     |
| -------- | ------- | ----------------------------------------- |
| Fano 34' | Cronica | Sánchez 2' Suazo 32' (pen.) Fernández 70' |

### Etapa 12
| Venezuela            | 2 – 0   | Columbia |
| -------------------- | ------- | -------- |
| Fedor 78' Arango 82' | Cronica |          |

| Bolivia                                                                | 6 – 1   | Argentina    |
| ---------------------------------------------------------------------- | ------- | ------------ |
| M. Moreno 12' Botero 34' (pen.), 55', 66' Álex da Rosa 45' Torrico 87' | Cronica | González 25' |

| Ecuador   | 1 – 1   | Paraguay         |
| --------- | ------- | ---------------- |
| Noboa 63' | Cronica | E. Benítez 90+2' |

| Chile | 0 – 0   | Uruguay |
| ----- | ------- | ------- |
|       | Cronica |         |

| Brazilia                                     | 3 – 0   | Peru |
| -------------------------------------------- | ------- | ---- |
| Luís Fabiano 18' (pen.), 27' Felipe Melo 64' | Cronica |      |

### Etapa 13
| Uruguay | 0 – 4   | Brazilia                                                 |
| ------- | ------- | -------------------------------------------------------- |
|         | Cronica | Dani Alves 12' Juan 36' Luis Fabiano 52' Kaká 75' (pen.) |

| Bolivia | 0 – 1   | Venezuela         |
| ------- | ------- | ----------------- |
|         | Cronica | Rivero 33' (o.g.) |

| Argentina | 1 – 0   | Columbia |
| --------- | ------- | -------- |
| Díaz 56'  | Cronica |          |

| Paraguay | 0 – 2   | Chile                   |
| -------- | ------- | ----------------------- |
|          | Cronica | Fernández 13' Suazo 50' |

| Peru       | 1 – 2   | Ecuador                 |
| ---------- | ------- | ----------------------- |
| Vargas 52' | Cronica | Montero 38' Tenorio 59' |

### Etapa 14
| Ecuador                | 2 – 0   | Argentina |
| ---------------------- | ------- | --------- |
| Ayoví 72' Palacios 83' | Cronica |           |

| Columbia          | 1 – 0   | Peru |
| ----------------- | ------- | ---- |
| Falcao García 25' | Cronica |      |

| Brazilia               | 2 – 1   | Paraguay    |
| ---------------------- | ------- | ----------- |
| Robinho 40' Nilmar 49' | Cronica | Cabañas 25' |

| Chile                                       | 4 – 0   | Bolivia |
| ------------------------------------------- | ------- | ------- |
| Beausejour 43' Estrada 74' Sánchez 78', 88' | Cronica |         |

| Venezuela            | 2 – 2   | Uruguay               |
| -------------------- | ------- | --------------------- |
| Maldonado 9' Rey 74' | Cronica | Suárez 60' Forlán 72' |

### Etapa 15
| Columbia                     | 2 – 0   | Ecuador |
| ---------------------------- | ------- | ------- |
| Martínez 82' Gutiérrez 90+4' | Cronica |         |

| Peru        | 1 – 0   | Uruguay |
| ----------- | ------- | ------- |
| Rengifo 86' | Cronica |         |

| Paraguay             | 1 – 0   | Bolivia |
| -------------------- | ------- | ------- |
| Cabañas 45+1' (pen.) | Cronica |         |

| Argentina  | 1 – 3   | Brazilia                         |
| ---------- | ------- | -------------------------------- |
| Dátolo 65' | Cronica | Luisão 23' Luís Fabiano 30', 68' |

| Chile                | 2 – 2   | Format:VEnf             |
| -------------------- | ------- | ----------------------- |
| Vidal 11' Millar 53' | Cronica | Maldonado 34' Rey 45+1' |

### Etapa 16
| Bolivia       | 1 – 3   | Ecuador                            |
| ------------- | ------- | ---------------------------------- |
| Yecerotte 85' | Cronica | Méndez 4' Valencia 46' Benítez 66' |

| Uruguay                         | 3 – 1   | Columbia     |
| ------------------------------- | ------- | ------------ |
| Suárez 7' Scotti 77' Eguren 87' | Cronica | Martínez 63' |

| Paraguay   | 1 – 0   | Argentina |
| ---------- | ------- | --------- |
| Valdez 27' | Cronica |           |

| Brazilia                                | 4 – 2   | Chile                   |
| --------------------------------------- | ------- | ----------------------- |
| Nilmar 31', 74', 76' Júlio Baptista 40' | Cronica | Suazo 45+1' (pen.), 52' |

| Venezuela                 | 3 – 1   | Peru                 |
| ------------------------- | ------- | -------------------- |
| Fedor 33', 52' Vargas 65' | Cronica | Fuenmayor 41' (o.g.) |

### Etapa 17
| Argentina                 | 2 – 1   | Peru        |
| ------------------------- | ------- | ----------- |
| Higuaín 48' Palermo 90+2' | Cronica | Rengifo 89' |

| Columbia                   | 2 – 4   | Chile                                         |
| -------------------------- | ------- | --------------------------------------------- |
| Martínez 14' G. Moreno 53' | Cronica | Ponce 34' Suazo 35' Valdivia 71' Orellana 78' |

| Ecuador      | 1 – 2   | Uruguay                        |
| ------------ | ------- | ------------------------------ |
| Valencia 68' | Cronica | Suárez 69' Forlán 90+3' (pen.) |

| Venezuela     | 1 – 2   | Paraguay                |
| ------------- | ------- | ----------------------- |
| A. Rondón 85' | Cronica | Cabañas 56' Cardozo 80' |

| Bolivia                    | 2 – 1   | Brazilia   |
| -------------------------- | ------- | ---------- |
| Olivares 10' M. Moreno 32' | Cronica | Nilmar 70' |

### Etapa 18
| Peru     | 1 – 0   | Bolivia |
| -------- | ------- | ------- |
| Fano 54' | Cronica |         |

| Brazilia | 0 – 0   | Venezuela |
| -------- | ------- | --------- |
|          | Cronica |           |

| Chile     | 1 – 0   | Ecuador |
| --------- | ------- | ------- |
| Suazo 53' | Cronica |         |

| Uruguay | 0 – 1   | Argentina   |
| ------- | ------- | ----------- |
|         | Cronica | Bolatti 84' |

| Paraguay | 0 – 2   | Columbia                |
| -------- | ------- | ----------------------- |
|          | Cronica | Ramos 61' Rodallega 80' |

## Playoff
Echipa de pe locul patru din preliminariile CONCACAF a jucat un playoff, în sistem tur-retur, cu echipa de pe locul 5 din grupa CONMEBOL. Câștigătorul s-a calificat pentru Campionatul Mondial de Fotbal 2010. Tragerea la sorți pentru a stabili ordinea celor doă meciuri a avut loc la data de 2 iunie 2009 în Nassau, the Bahamas.
| Echipa 1   | Scor gen. | Echipa 2 | Tur | Retur |
| ---------- | --------- | -------- | --- | ----- |
| Costa Rica | 1–2       | Uruguay  | 0–1 | 1–1   |

## Marcatori
S-au marcat 234 de goluri în 92 de meciuri, rezultând o medie de 2,54 goluri pe partidă. (golul marcat de Costa Rica în barajul între federații nu a fost inclus.)
10 goluri
- Humberto Suazo

9 goluri
- Luís Fabiano

8 goluri
- Joaquín Botero

7 goluri
| - Marcelo Moreno | - Diego Forlán |  |

6 goluri
| - Salvador Cabañas | - Sebastián Abreu | - Giancarlo Maldonado |

5 goluri
| - Kaká - Nilmar | - Nelson Haedo Valdez | - Luis Suárez |

4 goluri
| - Sergio Agüero - Lionel Messi - Juan Román Riquelme | - Robinho - Matías Fernández - Edison Méndez | - Carlos Bueno - Diego Lugano |

3 goluri
| - Alexis Sánchez - Jackson Martínez - Walter Ayoví - Christian Benítez | - Cristian Riveros - Roque Santa Cruz - Johan Fano | - Juan Arango - Nicolás Fedor - José Manuel Rey |

2 gol
| - Ronald García Nacho - Júlio Baptista - Gonzalo Jara - Gary Medel - Fabián Orellana - Marcelo Salas | - Rubén Darío Bustos - Hugo Rodallega - Iván Kaviedes - Christian Noboa - Antonio Valencia - Óscar Cardozo | - Paulo da Silva - Hernán Rengifo - Juan Manuel Vargas - Sebastián Eguren - Daniel Arismendi - Ronald Vargas |

1 gol
| - Mario Bolatti - Esteban Cambiasso - Jesús Dátolo - Daniel Díaz - Lucho González - Gonzalo Higuaín - Gabriel Milito - Rodrigo Palacio - Martín Palermo - Maxi Rodríguez - Carlos Tévez - Juan Carlos Arce - Edgar Rolando Olivares - Álex da Rosa - Didi Torrico - Gerardo Yecerotte - Adriano - Dani Alves | - Elano - Felipe Melo - Juan - Luisão - Ronaldinho - Vágner Love - Jean Beausejour - Marco Estrada - Ismael Fuentes - Rodrigo Millar - Waldo Ponce - Jorge Valdivia - Arturo Vidal - Radamel Falcao García - Teófilo Gutiérrez - Dayro Moreno - Giovanni Moreno - Adrián Ramos | - Wason Rentería - Macnelly Torres - Felipe Caicedo - Isaac Mina - Jefferson Montero - Pablo Palacios - Carlos Tenorio - Patricio Urrutia - Néstor Ayala - Edgar Benítez - Piero Alva - Juan Carlos Mariño - Andrés Mendoza - Vicente Sánchez - Andrés Scotti - Alejandro Guerra - Alejandro Moreno - Alexander Rondón |

Autogol
| - Gabriel Heinze (for Paraguay) - Ronald Rivero (for Venezuela) | - Juan Fuenmayor (for Peru) |

* Fifa.com: Scorer stats Arhivat în 1 iulie 2014, la Wayback Machine.